# Xã Washington, Quận Van Buren, Iowa
Xã Washington (tiếng Anh: Washington Township) là một xã thuộc quận Van Buren, tiểu bang Iowa, Hoa Kỳ. Năm 2010, dân số của xã này là 160 người.